# Hannah Montana 2/Meet Miley Cyrus
Hannah Montana 2/Meet Miley Cyrus este a doua coloană sonoră a serialului american Hannah Montana și albumul solo de debut a lui Miley Cyrus, protagonista serialului. Albumul a fost lansat pe 26 iunie 2007 de către Walt Disney Records și Hollywood Records.
Albumul are două părți, deoarece servește un scop dublu: primul disc conține zece melodii a personajului Hannah Montana pentru a promova al doilea sezon a serialului, în timp ce al doilea disc conține zece melodii a albumului de debut lui Miley Cyrus. Albumul a debutat pe numărul 1 în Billboard 200, cu peste 326,000 de exemplare vândute în prima săptămână de la lansare. Albumul a fost certificat 3x platină de RIAA, cu peste 3,2 milioane de exemplare vândute în Statele Unite. Vânzările mondiale a albumului întrec cifra de 4 milioane de exemplare.

## Melodii

### Hannah Montana 2
1. "We Got the Party" (3:36)
2. "Nobody's Perfect" (3:20)
3. "Make Some Noise" (4:48)
4. "Rock Star" (2:59)
5. "Old Blue Jeans" (3:23)
6. "Life's What You Make It" (3:11)
7. "One in a Milion" (3:56)
8. "Bigger Than Us" (2:57)
9. "You and Me Together" (3:48)
10. "True Friend" (3:09)

### Rockstar Edition Bonus Tracks
1. "One in a Million" (Acoustic Version) 	(3:55)
2. "We Got the Party" (împreună cu Jonas Brothers) 	(3:36)

### Rockstar Edition DVD
1. "Life's What You Make It" (Live)
2. "Old Blue Jeans" (Live)
3. "One in a Million" (Live)
4. "Make Some Noise" (Live)
5. "True Friend" (Live)
6. "Nobody's Perfect" (Live)
7. "Bigger Than Us" (Live)
8. "One in a Million " (Live)

### Meet Miley Cyrus
1. "See You Again" 	(3:10)
2. "East Northumberland High" 	(3:24)
3. "Let's Dance" 	(3:02)
4. "G.N.O. (Girl's Night Out)" 	(3:38)
5. "Right Here" (2:44)
6. "As I Am" 	(3:45)
7. "Start All Over" 	(3:27)
8. "Clear" (3:03)
9. "Good and Broken" (2:56)
10. "I Miss You" (3:58)